# Јоаким Броден
Јоаким Броден (Фалун, 5. октобар 1980) је шведско-чешки музичар, текстописац и фронтмен, клавијатуриста, а повремено и гитариста шведског пауер метал бенда Сабатон.

## Рани живот
Јоаким Броден рођен је 5. октобра 1980. године у Фалуну, у Шведској. Јоакимов отац је из Фалуна, а мајка из Прага. Његови родитељи упознали су се седамдесетих година прошлог века у Прагу, а већ крајем седамдесетих преселили су се у Шведску. Броден има два држављанства, шведско и чешко. Постао је metalhead још у раном детињству, када је одгледао видео за песму We're Not Gonna Take It или I Wanna Rock бенда Twisted Sister. Са десет година је почео да свира Хамонд оргуље. Није претерано религиозан, али му се допада њихов звук. Пре оснивања Сабатона био је наставник музике годину дана.

## Каријера
Броден се једном приликом, као клавијатуриста, придружио групи Stormwind на турнеји. Међутим, 1999. године, он и басиста Пер Сундстром оснивају бенд Сабатон. Броден је осмислио назив бенда, чије песме говоре о историјским догађајима и ратовима, а највише о биткама из Другог светског рата, Зимског рата у Финској и Холокауста.
Након снимања првих пар песама, контактирани су од стране издавачких кућа, а већ годину дана након тога, издали су и дебитантски албум.
Броден је препознатљив по својој необичној фризури и бради, као и по прслуку са металним плочама до ког је дошао сасвим случајно. 
2015. године Броден се опкладио са колегама из бенда да ће на следећи концерт доћи пешице и то је и учинио. Концерт је био у Трондхејму, у Норвешкој, који је удаљен око 560 километара, а Броден је успут одсео у кућама неколико фанова.

## Дискографија[8]
- Primo Victoria (2005)
- Attero Dominatus (2006)
- Metalizer (2007)
- The Art of War (2008)
- Coat of Arms (2010)
- Carolus Rex (2012)
- Heroes (2014)
- The Last Stand (2016)
- The Great War (2019)